# Vrouwdragen
Vrouwdragen is een sport waarbij een mannelijke deelnemer rennend een parcours met obstakels moet afleggen waarbij hij een vrouw op zijn rug moet dragen.
De sport is ontstaan in het Finse Sonkajärvi. Hier wordt elk jaar een kampioenschap gehouden. Tegenwoordig worden ook wedstrijden gehouden in de Verenigde Staten, in Marquette, Monona en Newry.
Een parcours is standaard 253,5 meter lang en de vrouw moet minimaal 49 kilo wegen. De recordhouders komen in het Guinness Book of Records.